# Amerikaanse zandspinnendoder
De amerikaanse zandspinnendoder (Arachnospila alvarabnormis) is een vliesvleugelig insect uit de familie van de spinnendoders (Pompilidae). De wetenschappelijke naam van de soort is voor het eerst geldig gepubliceerd in 1965 door Wolf.